# Édouard de Beaumont
Édouard de Beaumont, född  1821 och död 1888, var en fransk målare och litograf.
Beaumont utförde först landskap och mytologiska scener men övergick sedan till litografin och skapade i Paul Gavarnis anda eleganta teckningar för tidskriften Charivari.